# وخش (ایزد)
وَخش (Vaxš، Oaxšo) خدای ایرانی شرقی باستان و نماد الهی آمودریا بود. در باختر نیز پادشاه خدایان شناخته می‌شد. چندین تصویرسازی گوناگون از او در هنر آسیای مرکزی باستان به دست آمده است. در محرابی از معبد او که در تخت سنگین کشف شد، او به شکل مارسیاس (خدای رود یونانی) تصویر شده است؛ این مجسمه احتمالا توسط سربازان و مهاجرانی که در زمان پادشاهی اسکندر و سلوکیان به منطقه آمده بودند، ساخته شده است. در مقابل، در هنر کوشان او را به صورتی مانند پوزئیدون، همراه با تیرک و ماهی تصویر می‌کردند.  در هنر سغدی احتمالا یا به صورت اسب و یا شخصیتی نشسته بر تخت با پروتوم اسب تصویر شده است، اگرچه این پیشنهاد همچنان محل بحث است.
قدیمی‌ترین شواهد برای پرستش وخش از باختر در دوره امپراتوری هخامنشیان به دست آمده است. او تا زمان فتح ماوراءالنهر توسط مسلمانان، یک خدای محبوب در این منطقه باقی ماند. او را همچنین در سغد و خوارزم می‌پرستیدند. به گفته ابوریحان بیرونی او هنوز در قرن دهم مورد احترام بود.

## نام و شخصیت
چنین تصور می‌شود که نام وخش از ریشه ایرانی *waxš- به معنای «رشد، جهش» باشد. لاتین‌نویسی آن به صورت اکسوس بازتاب صورت یونانی نام (Ὸξωι) است، در حالی که در زبان باختری این خدا به نام Vaxš شناخته می‌شده است. بر روی یک سکه منحصر به فرد از هویشکا پادشاه کوشانی صورت Oaxšo (OAXϷO) شناسایی شده است.